# Gema (Vorname)
Gema ist ein litauischer Vorname. Des Weiteren kommt er als spanische Variante des Namens Gemma vor.

## Personen
- Gema Jurkūnaitė (*  1945), Politikerin, Mitglied des Seimas